# Broj 1 albumi 2009. (Novi Zeland)
Popis broj 1 singlova u 2009. godini u Novom Zelandu prema RIANZ-u.

## Popis
| Datum         | Izvođač           | Album                              |
| ------------- | ----------------- | ---------------------------------- |
| 5. siječnja   | Billy T. James    | The Comic Genius of Billy T. James |
| 12. siječnja  | Billy T. James    | The Comic Genius of Billy T. James |
| 19. siječnja  | Billy T. James    | The Comic Genius of Billy T. James |
| 26. siječnja  | Basshunter        | Now You're Gone – The Album        |
| 2. veljače    | Bruce Springsteen | Working on a Dream                 |
| 9. veljače    | razni izvođači    | Twilight                           |
| 16. veljače   | Basshunter        | Now You're Gone – The Album        |
| 23. veljače   | Kings of Leon     | Only by the Night: Tour Edition    |
| 2. ožujka     | Kings of Leon     | Only by the Night: Tour Edition    |
| 9. ožujka     | U2                | No Line on the Horizon             |
| 16. ožujka    | U2                | No Line on the Horizon             |
| 23. ožujka    | Taylor Swift      | Fearless                           |
| 30. ožujka    | Kings of Leon     | Only by the Night: Tour Edition    |
| 6. travnja    | Kings of Leon     | Only by the Night: Tour Edition    |
| 13. travnja   | Kings of Leon     | Only by the Night: Tour Edition    |
| 20. travnja   | Paul Potts        | Passione                           |
| 27. travnja   | Ronan Keating     | Songs For My Mother                |
| 3. svibnja    | Ronan Keating     | Songs For My Mother                |
| 11. svibnja   | Ronan Keating     | Songs For My Mother                |
| 18. svibnja   | Green Day         | 21st Century Breakdown             |
| 25. svibnja   | Eminem            | Relapse                            |
| 1. lipnja     | Fat Freddy's Drop | Dr Boondigga and the Big BW        |
| 8. lipnja     | Fat Freddy's Drop | Dr Boondigga and the Big BW        |
| 15. lipnja    | Fat Freddy's Drop | Dr Boondigga and the Big BW        |
| 22. lipnja    | Fat Freddy's Drop | Dr Boondigga and the Big BW        |
| 29. lipnja    | Fat Freddy's Drop | Dr Boondigga and the Big BW        |
| 6. srpnja     | Michael Jackson   | Thriller 25                        |
| 13. srpnja    | Michael Jackson   | Number Ones                        |
| 20. srpnja    | Razni izvođači    | Hannah Montana: The Movie          |
| 27. srpnja    | Michael Jackson   | The Essential Michael Jackson      |
| 3. kolovoza   | Michael Jackson   | The Essential Michael Jackson      |
| 10. kolovoza  | Black Eyed Peas   | The E.N.D.                         |
| 17. kolovoza  | Black Eyed Peas   | The E.N.D.                         |
| 24. kolovoza  | Fly My Pretties   | A Story                            |
| 31. kolovoza  | Black Eyed Peas   | The E.N.D.                         |
| 7. rujna      | Roger Whittaker   | Greatest Hits: The Golden Age Of   |
| 14. rujna     | Black Eyed Peas   | The E.N.D.                         |
| 21. rujna     | Muse              | The Resistance                     |
| 28. rujna     | Pearl Jam         | Backspacer                         |
| 5. listopada  | Paramore          | Brand New Eyes                     |
| 12. listopada | Paramore          | Brand New Eyes                     |
| 19. listopada | Ladyhawke         | Ladyhawke: Collector's Edition     |
| 26. listopada | Gin               | Holy Smoke                         |
| 2. studenog   | Michael Jackson   | This Is It                         |
| 9. studenog   | Foo Fighters      | Greatest Hits                      |
| 16. studenog  | Shapeshifter      | The System Is A Vampire            |
| 23. studenog  | Shapeshifter      | The System Is A Vampire            |
| 30. studenog  | Susan Boyle       | I Dreamed a Dream                  |
| 7. prosinca   | Susan Boyle       | I Dreamed a Dream                  |
| 14. prosinca  | Susan Boyle       | I Dreamed a Dream                  |
| 21. prosinca  | Susan Boyle       | I Dreamed a Dream                  |
| 28. prosinca  | Susan Boyle       | I Dreamed a Dream                  |